# La Villedieu (Lozère)
La Villedieu (okcitán nyelven La Viladieu) korábbi község Franciaország Okcitánia régiójában, Lozère megyében. 2010-ben 40 lakosa volt, ezzel a megye 6. legkisebb lakosságú községe volt.
2019. január 1-jén négy másik korábbi községgel egyesült és az így létrejött Monts-de-Randon új község része lett.

## Fekvése
La Villedieu a Margeride-hegység nyugati oldalán fekszik, Saint-Amans-tól 10 km-re északkeletre, 1280 méteres (a községterület 1217-1506 méteres) tengerszint feletti magasságban, a Truyère völgyében (a folyó a falutól keletre, a község területén ered). A községterület nagy részét erdő borítja, a falutól keletre a Margeride gerincénél húzódik a Croix de Bor állami erdőség.
Nyugatról Saint-Denis-en-Margeride, keletről La Panouse, délkeletről Saint-Sauveur-de-Ginestoux, délről pedig Estables községekkel határos.
A D34-es megyei út köti össze Les Laubies-vel (10 km), valamint a Trois Soeurs-hágón (1470 m) Baraques de la Motte-tal. A D59-es út a Croix-de-Bor-hágón (1450 m) keresztül Ancette-tel teremt összeköttetést.
Baraque du Boislong és Baraque de Bor tartozik hozzá.

## Története
A falu a történelmi Gévaudan tartomány Randoni báróságához tartozott. 1145-ben említik először, mint a La Chaise-Dieu-i apátság birtokát.

### Demográfia
| Év   | Lakosság |
| ---- | -------- |
| 1793 | 240      |
| 1851 | 244      |
| 1876 | 273      |
| 1901 | 280      |
| 1936 | 205      |

| Év   | Lakosság |
| ---- | -------- |
| 1946 | 146      |
| 1954 | 127      |
| 1962 | 117      |
| 1968 | 112      |

| Év   | Lakosság |
| ---- | -------- |
| 1975 | 83       |
| 1982 | 81       |
| 1990 | 62       |
| 1999 | 51       |
| 2010 | 40       |

## Nevezetességei
- Temploma a 12. században épült román stílusban.
- Tourmentes-harangtorony Baraque du Boislongban.

## Külső hivatkozások
- Nevezetességek (franciául)